# Emanuel Buchmann
Emanuel Buchmann (Ravensburg, 18 november 1992) is een Duits wielrenner die vanaf 2025 rijdt voor Cofidis.

## Carrière
In 2015 en 2023 werd hij nationaal wegkampioen bij de eliterenners.
In de wegwedstrijd op de Olympische Spelen in Rio de Janeiro werd Buchmann veertiende, op bijna drie minuten van winnaar Greg Van Avermaet.

## Palmares

### Overwinningen
2014
3e etappe Okolo Jižních Čech
2015
1e etappe Ronde van Trentino (ploegentijdrit)
 Duits kampioen op de weg, Elite
2017
Jongerenklassement Critérium du Dauphiné
2019
Trofeo Lloseta-Andratx
5e etappe Ronde van het Baskenland
2020
Trofeo Serra de Tramuntana
2023
 Duits kampioen op de weg, Elite

### Resultaten in voornaamste wedstrijden
| Jaar | Ronde van Italië | Ronde van Frankrijk | Ronde van Spanje |
| ---- | ---------------- | ------------------- | ---------------- |
| 2015 |                  | 83e                 |                  |
| 2016 |                  | 21e                 |                  |
| 2017 |                  | 15e                 | 65e              |
| 2018 |                  |                     | 12e              |
| 2019 |                  | 4e                  |                  |
| 2020 |                  | 38e                 |                  |
| 2021 | opgave           | 33e                 |                  |
| 2022 | 7e               |                     |                  |
| 2023 |                  | 21e                 | 20e              |
| 2024 |                  |                     |                  |
| 2025 |                  | 30e                 |                  |

| Jaar | Luik-Bast.‑Luik | Ronde van Lombardije | Waalse Pijl | Clásica San Sebastián |  | WK op de weg |  | Wereldranglijsten |
| ---- | --------------- | -------------------- | ----------- | --------------------- |  | ------------ |  | ----------------- |
| 2015 | 87e             | 84e                  |             |                       |  |              |  |                   |
| 2016 | 71e             |                      |             |                       |  |              |  |                   |
| 2017 |                 | 86e                  |             | 19e                   |  |              |  | 95e (UWT)         |
| 2018 |                 | 22e                  | 26e         |                       |  | 46e          |  |                   |
| 2019 |                 | 8e                   |             |                       |  |              |  |                   |
| 2020 |                 |                      |             |                       |  |              |  |                   |
| 2021 |                 | opgave               |             |                       |  |              |  |                   |
| 2022 |                 |                      |             | 41e                   |  |              |  |                   |
| 2023 |                 | 59e                  |             |                       |  |              |  |                   |
| 2024 |                 |                      |             |                       |  |              |  |                   |
| 2025 |                 |                      |             |                       |  |              |  |                   |

### Resultaten in kleinere rondes
| Jaar | Ronde van de VAE | Parijs-Nice | Tirreno-Adriatico | Ronde van het Baskenland | Ronde van Romandië | Critérium du Dauphiné | Ronde van Zwitserland | Ronde van Polen |
| ---- | ---------------- | ----------- | ----------------- | ------------------------ | ------------------ | --------------------- | --------------------- | --------------- |
| 2015 |                  |             |                   |                          |                    | 32e                   |                       |                 |
| 2016 |                  |             | 66e               |                          |                    | 20e                   |                       |                 |
| 2017 |                  | opgave      |                   | 13e                      | 10e                | 7e                    |                       |                 |
| 2018 |                  |             |                   | 4e                       | 9e                 | 6e                    |                       | 7e              |
| 2019 | 4e               |             |                   | ↑(1)                     | 7e                 | ↑                     |                       |                 |
| 2020 |                  |             |                   |                          | opgave             |                       |                       |                 |
| 2021 | 12e              |             |                   | 13e                      |                    |                       |                       |                 |
| 2022 |                  |             | 28e               | opgave                   |                    |                       |                       |                 |
| 2023 | 9e               |             |                   | 19e                      |                    | 19e                   |                       |                 |
| 2024 | 27e              |             |                   |                          |                    |                       | opgave                |                 |

## Ploegen
- 2012 –  Team Specialized Concept Store
- 2013 –  Rad-net Rose Team
- 2014 –  Rad-net Rose Team
- 2015 –  Bora-Argon 18
- 2016 –  Bora-Argon 18
- 2017 –  BORA-hansgrohe
- 2018 –  BORA-hansgrohe
- 2019 –  BORA-hansgrohe
- 2020 –  BORA-hansgrohe
- 2021 –  BORA-hansgrohe
- 2022 –  BORA-hansgrohe
- 2023 –  BORA-hansgrohe
- 2024 –  BORA-hansgrohe
- 2025 –  Cofidis

Wielerploegen van Emanuel Buchmann
Archbold · Bárta · Bauhaus · Benedetti · Bennett · Buchmann · Dempster · Huzarski · Konrad · Matzka · Mendes · Nerz · Pfingsten · Salerno · Schillinger · Schorn · Schwarzmann · Thurau · Thwaites · Voss · Mühlberger (stagiair) · Pöstlberger (stagiair)
Archbold · Bárta · Bauhaus · Benedetti · Bennett · Buchmann · Dempster · Herklotz · Huzarski · Konrad · Matzka · Mendes · Mühlberger · Nerz · Pfingsten · Pöstlberger · Schillinger · Schwarzmann · Selig · Thwaites · Voss
Ackermann · Archbold · Bárta · Baška · Benedetti · Bennett · Bodnar · Buchmann · Burghardt · Herklotz · Kolář · König · Konrad · Majka · McCarthy · Mendes · Mühlberger · Pelucchi · Pfingsten · Poljański · Pöstlberger · J. Sagan · P. Sagan    · Saramotins · Schillinger · Schwarzmann · Selig
Ackermann · Baška · Benedetti · Bennett · Bodnar · Buchmann · Burghardt · Formolo · Großschartner · Kennaugh · Kolář · König · Konrad · Majka · McCarthy · Mühlberger · Oss · Pelucchi · Pfingsten · Poljański · Pöstlberger · J. Sagan · P. Sagan  · Saramotins · Schillinger · Schwarzmann · Selig
Ackermann · Baška · Benedetti · Bennett · Bodnar · Buchmann · Burghardt · Drucker · Formolo · Gatto · Großschartner · Kennaugh · König · Konrad · Majka · McCarthy · Mühlberger · Oss · Pfingsten · Poljański · Pöstlberger · J. Sagan · P. Sagan · Schachmann · Schillinger · Schwarzmann · Selig
Ackermann · Baška · Benedetti · Bodnar · Buchmann · Burghardt · Drucker · Fabbro · Gamper · Gatto · Großschartner · Kämna · Konrad · Laas · Majka · McCarthy · Mühlberger · Oss · Poljański · Pöstlberger · J. Sagan · P. Sagan · Schachmann · Schelling · Schillinger · Schwarzmann · Selig
Ackermann · Aleotti · Baška · Benedetti · Bodnar · Buchmann · Burghardt · Fabbro · Gamper · Großschartner · Kämna · Kelderman · Konrad · Laas · Meeus · Oss · Palzer (vanaf 1 april) · Politt · Pöstlberger · J. Sagan · P. Sagan · Schachmann · Schelling · Schillinger · Schwarzmann · Selig · Walls · Wandahl · Zwiehoff
Aleotti · Archbold · Benedetti · Bennett · Buchmann · Fabbro · Gamper · Großschartner · Haller · Higuita · Hindley · Kämna · Kelderman · Koch · Konrad · Laas · Lührs · Meeus · Mullen · Palzer · Politt · Pöstlberger · Schachmann · Schelling · Uijtdebroeks · van Poppel · Vlasov · Walls · Wandahl · Zwiehoff · Lipowitz (stagiair)
Aleotti · Archbold · Benedetti · Bennett · Buchmann · Denz · Fabbro · Gamper · Haller · Higuita · Hindley · Jungels · Kämna · Koch · Konrad · Koretzky · Lipowitz · Lührs · Meeus · Mullen · Palzer · Politt · Schachmann · Schelling · Uijtdebroeks · van Poppel · Vlasov · Walls · Wandahl · Zwiehoff
Adrià · Aleotti · Benedetti (tot 18/8) · Buchmann · Denz · Gamper · Hajek · Haller · Herzog · Higuita · Hindley · Jungels · Kämna · Koch · Lipowitz · Lührs · Maciejuk · Martínez · Meeus · Mullen · Palzer · Roglič · Schachmann · Sobrero · van Poppel · Vlasov · Wandahl · Welsford · Zwiehoff
Allegaert · Aniołkowski · Aranburu · Buchmann · Carr · Coquard · De Gendt · Debeaumarché · Ferron · Finé · Fretin · Herrada · Izagirre · Izquierdo · Knight · Lastra · Maas · Mahoudo · Maisonobe · Moniquet · Oldani · Ourselin · Perez · Renard · Robeet · Samitier · Teuns · Thomas · Toumire · Touzé